# Франчика
Франчика је насеље у Италији у округу Вибо Валенција, региону Калабрија.
Према процени из 2011. у насељу је живело 1663 становника. Насеље се налази на надморској висини од 330 м.

## Становништво
Према резултатима пописа становништва 2011. у општини је живело 1.663 становника.
| 1951. | 1961. | 1971. | 1981. | 1991. | 2001. | 2011. |
| ----- | ----- | ----- | ----- | ----- | ----- | ----- |
| 2.225 | 2.052 | 1.918 | 1.781 | 1.852 | 1.670 | 1.663 |